# Аульфта-фьорд (Вестфирдир)
А́ульфта-фьорд (исл. Álftafjörður, дословно — «лебединый фьорд») — небольшой фьорд на северо-западе Исландии в регионе Вестфирдир.

## Физико-географическая характеристика
Аульфта-фьорд расположен в северо-западной части Исландии в регионе Вестфирдир (Западные Фьорды), к юго-востоку от Скютюльс-фьорда (исл. Skutulsfjörður) и выходит во фьордовый комплекс Исафьярдардьюп (исл. Ísafjarðardjúp), частью которого он является. Длина фьорда составляет 12 километров, а ширина — от 1,5 до 2 км, что делает его одним из самых коротких фьордов, отходящих от Исафьярдардьюпа. Полуостров Арнарнес (исл. Arnarnes) отделяет Аульфта-фьорд от Скютюльс-фьорд на северо-западе, а на юго-востоке фьорд ограничен полуостровом Камбснес (исл. Kambsnes).
С трех сторон фьорд окружен горными массивами. На правом берегу тянется хребет Эйрарфьядль (исл. Eyrarfjall; высотой до 566 м), на левом подступают отроги хребта Аульфтафьярдархейди (исл. Álftafjarðarheiði) — Судавикюрфьядль (исл. Súðarvíkurfjall; 625 м), Двергастейнсфьядль (исл. Dvergasteinsfjall; 640 м) и Свартхамарсфьядль (исл. Svarthamarsfjall; 880 м). В конце фьорда к берегу подступает Ватнсхлидарфьядль (исл. Vatnshlíðarfjall; 638 м) — северный отрог крупного горного массива Ламбадальсфьядль (исл. Lambadalsfjall; 880 м).
В Аульфта-фьорд впадают небольшие горные реки Эйрардальсау (исл. Eyrardalsá), Двергастейнсау (исл. Dvergasteinsá), Сельяландсау (исл. Seljalandsá), Фьярдарау (исл. Fjarðará), Хахтардальсау (исл. Hattardalsá).
Две небольшие долины, Хахтардалюр и Сельяландсдалюр, расположены в глубине фьорда по обе стороны Ватнсхлидарфьядль.

## Хозяйственное использование
На левом берегу Аульфта-фьорда в устье реки Эйрардальсау существует небольшое поселение Судавик (исл. Súðavík).
В этом районе с конца XIX века до XX века жили норвежские рыбаки промышлявшие добычей китов и сельди. В 1883 году на небольшом полуострове Лаунгейри два норвежца — Ларс Монс и Свен Фойн, построили первую китобойную станцию, которая использовалась до запрещения китобойного промысла в Исландии в 1915 году. Остатки заброшенной станции до сих пор видны на окраине Лаунгейри.

## Галерея

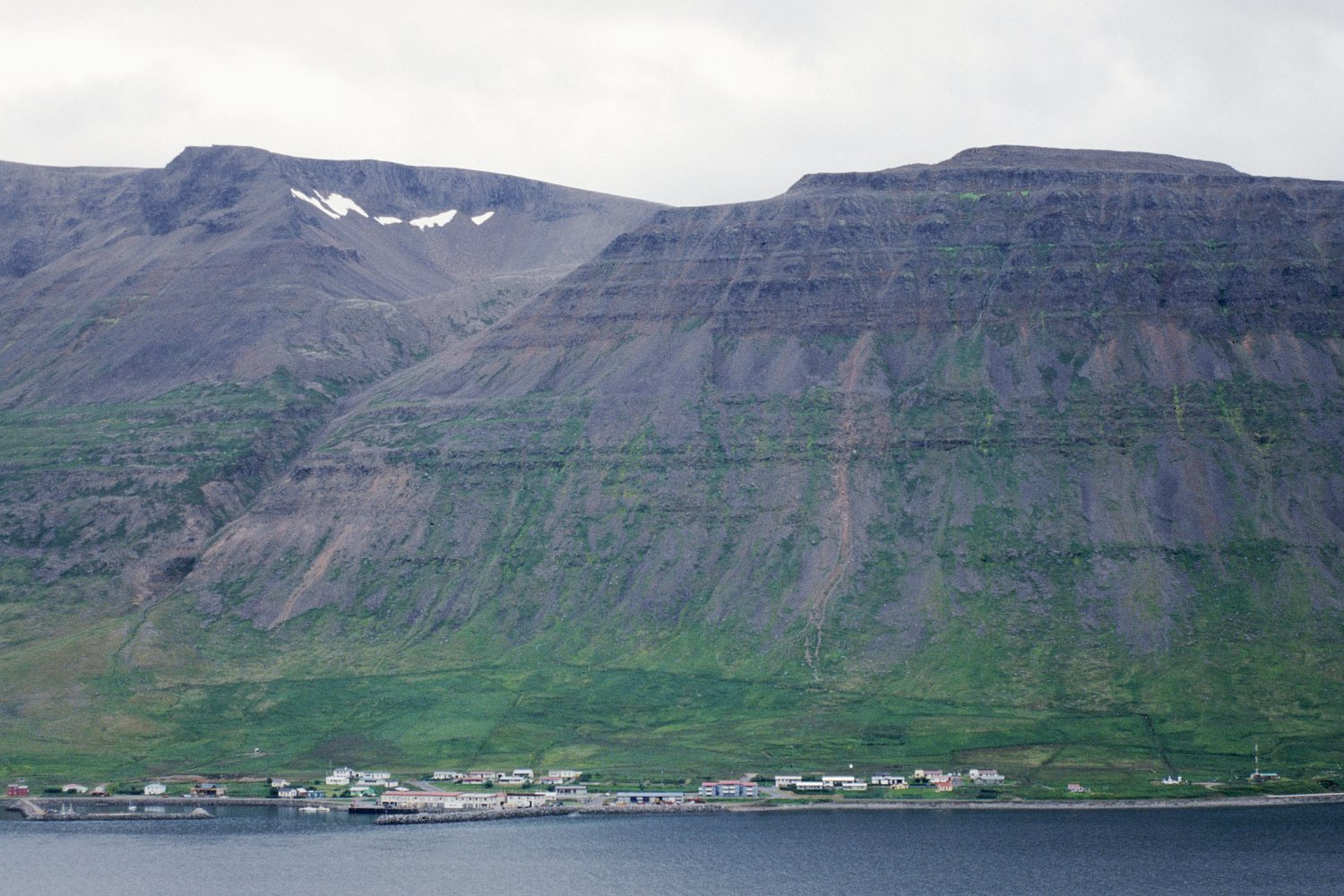
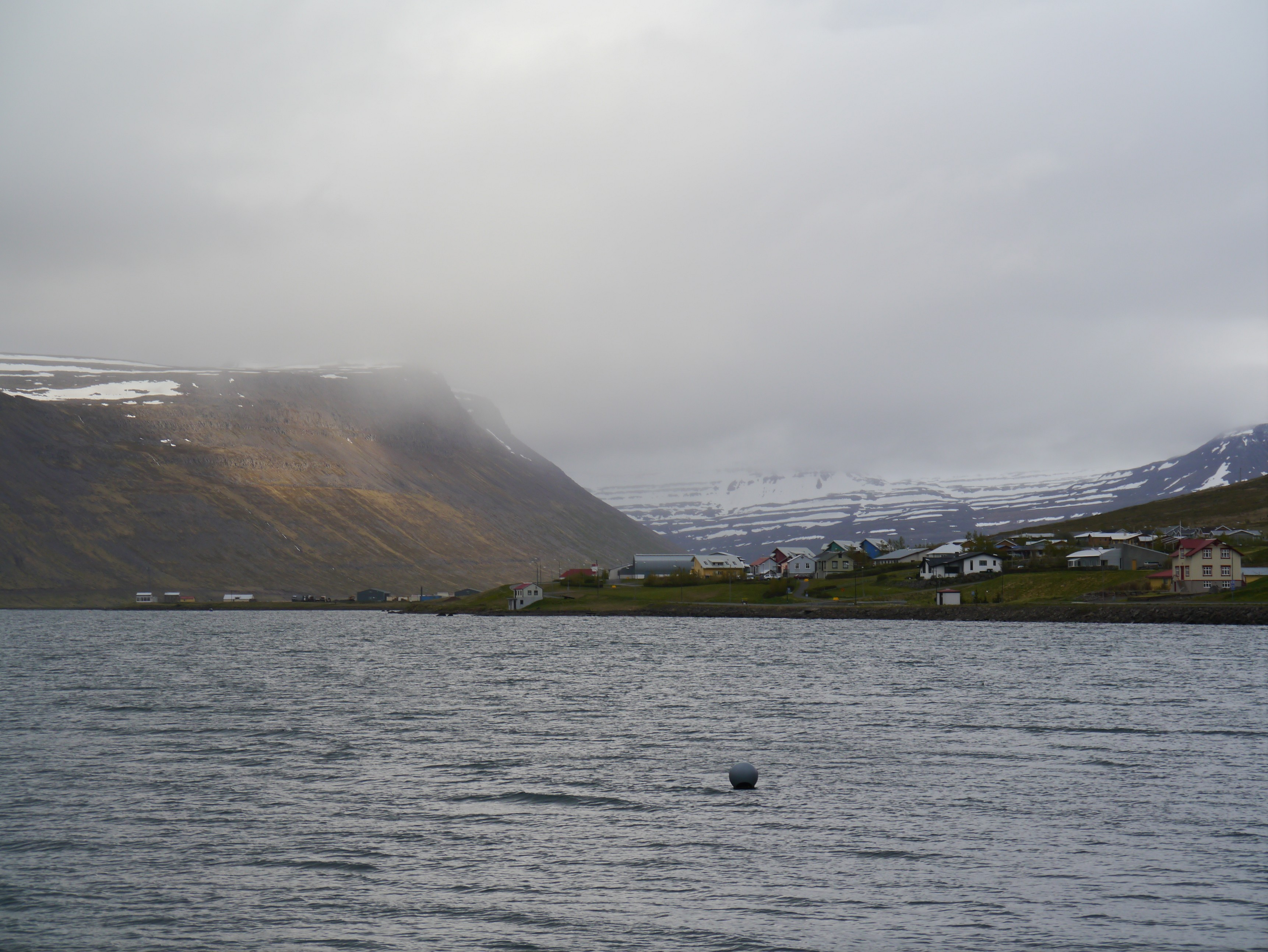
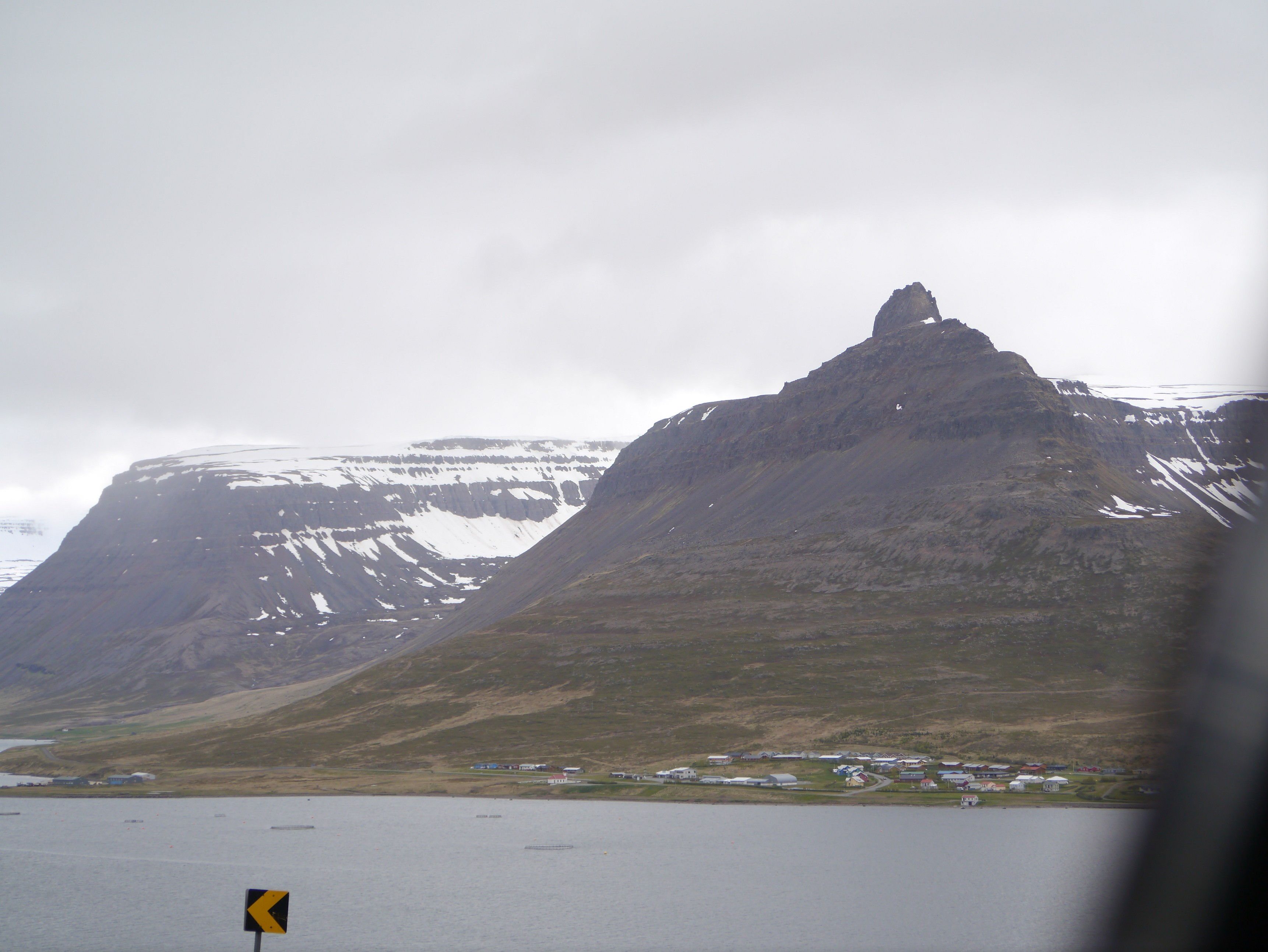
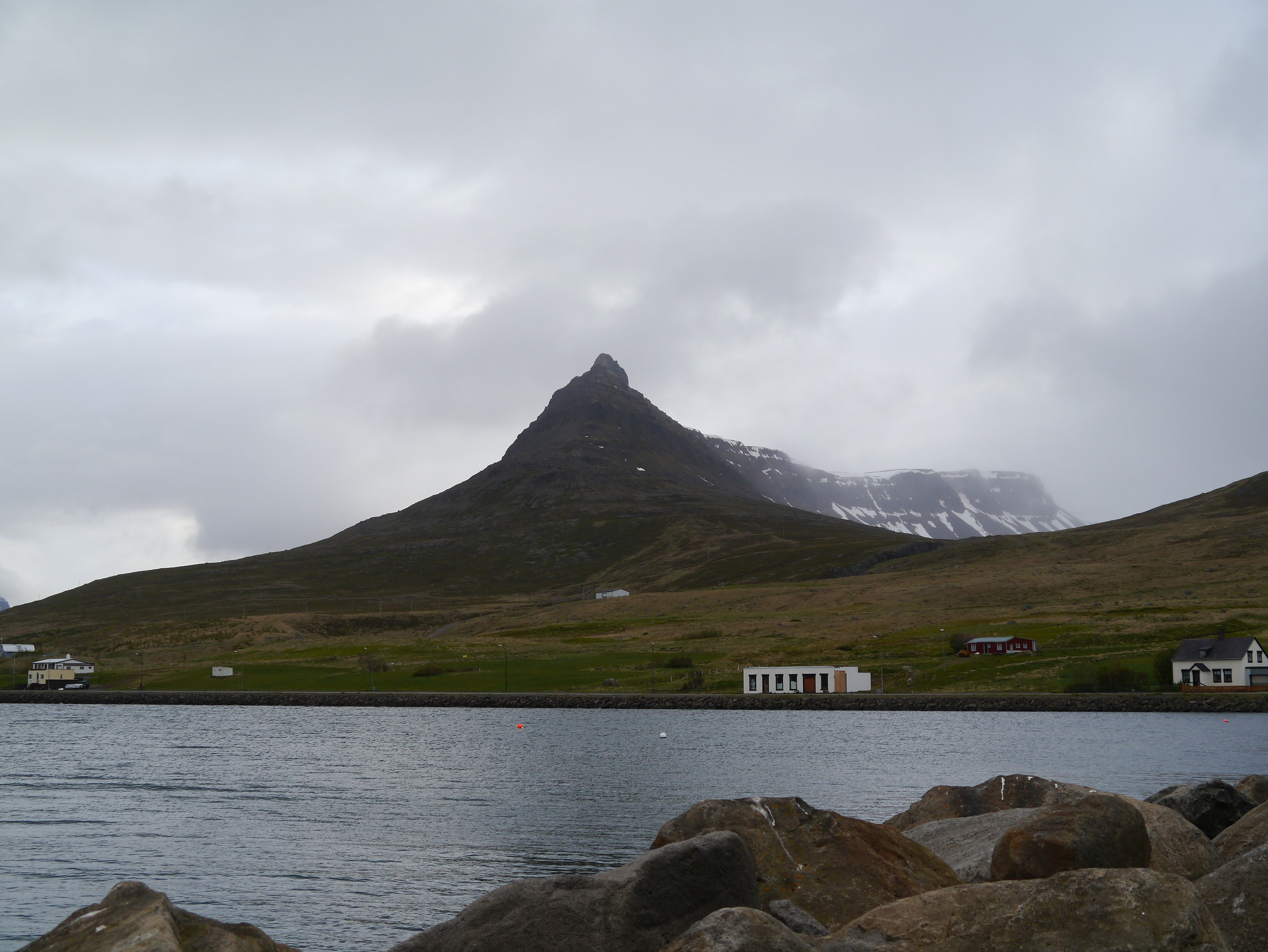